# Astropecten irregularis
Astropecten irregularis (Pennant, 1777) è una stella marina della famiglia Astropectinidae.

## Habitat e distribuzione
Questa specie è diffusa sia in Oceano Atlantico che in Mar Mediterraneo ma le varie popolazioni presentano delle differenze nelle placche marginali dorsali. In particolare gli esemplari presenti nel Mediterraneo hanno le placche marginali dorsali sprovviste di aculei (ritenute da alcuni studiosi come la sottospecie Astropecten irregularis pentacanthus) mentre in Atlantico ci sono popolazioni munite di un aculeo per ogni placca marginale dorsale (ritenute da alcuni studiosi come la sottospecie Astropecten irregularis irregularis) oppure con più di un aculeo (ritenute da alcuni studiosi come la sottospecie Astropecten irregularis serratus mentre secondo altri è solo una varietà di Astropecten irregularis irregularis).
È una specie diffusa in tutti i tipi di fondali mobili da 1 a circa 1.000 m di profondità ma si incontra con più facilità in fondali sabbiosi-fangosi.

## Descrizione

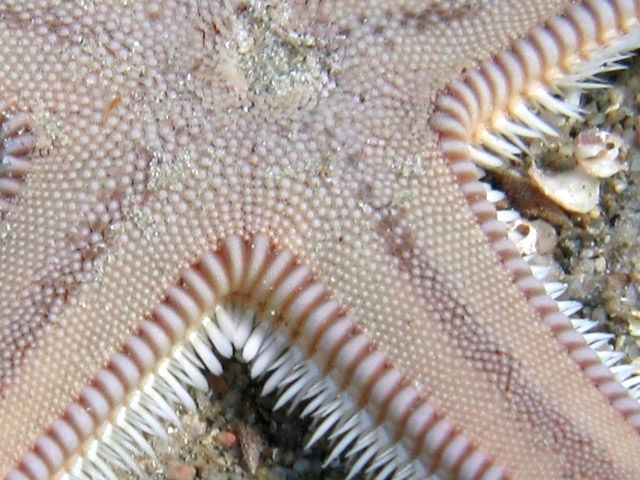
Dettaglio delle placche marginali dorsali

Questa stella ha le placche marginali dorsali ben sviluppate, in rilievo, di colore bianco, roseo o viola e, negli esemplari presenti in Mediterraneo, sono totalmente prive di aculei. Le placche marginali ventrali hanno degli aculei corti, esili, fitti, molto mobili che non vengono mai tenuti rigidi e paralleli fra loro come le altre specie, di colore bianco. L'aspetto di questa stella si caratterizza per avere delle braccia che formano fra loro, alla loro base dove si uniscono al disco, degli angoli molto netti. Il colore del lato aborale è rosa omogeneo, spesso con le estremità delle braccia violacee. Talvolta al centro del disco sono presenti dei punti più scuri e talvolta presenta una protuberanza, anche molto sviluppata, al centro del disco. Ha dimensioni medie di 8–12 cm ed eccezionalmente può raggiungere i 19 cm.
L'Astropecten irregularis pentacanthus che vive in Mediterraneo è una stella che in genere si può distinguere facilmente e con sicurezza dalle altre per non avere aculei nelle placche marginali dorsali. Talvolta viene confusa con Astropecten aranciacus per avere un colore simile, ma ad un'analisi più attenta degli aculei delle placche marginali dorsali e ventrali si possono sempre distinguere le due specie.

## Comportamento
Di rado si può incontrare già verso il tramonto ma è molto più facile da incontrare di notte.

## Specie affini
Nel Mediterraneo vivono altre cinque specie di Astropecten: Astropecten aranciacus, Astropecten jonstoni, Astropecten bispinosus, Astropecten spinulosus, Astropecten platyacanthus.

## Collegamenti esterni

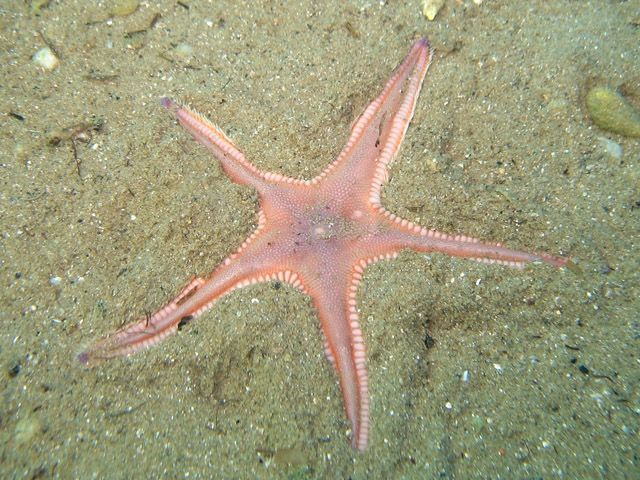
Esemplare mentre si infossa